# 평균 자유 거리

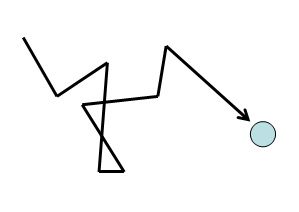
입자운동의 모식도.

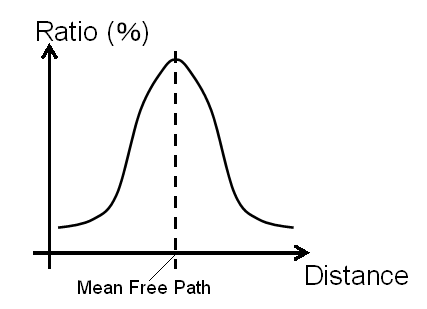
주행거리의 분포를 잡고 평균치를 계산한다. 이것이 평균자유행로이다.

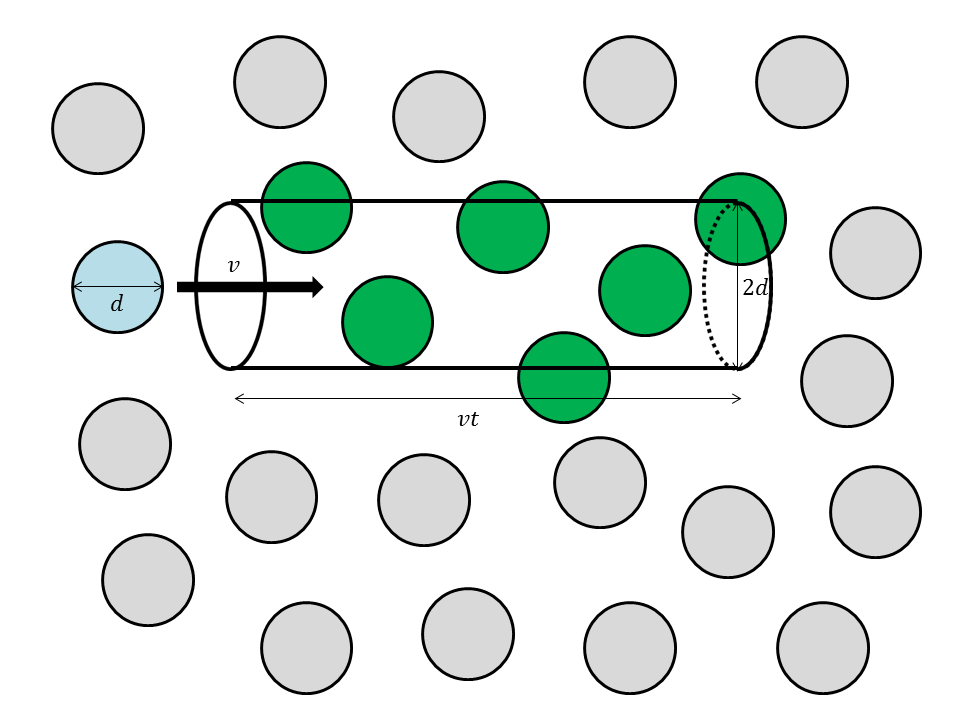
평균자유행로를 유도하기 위한 계의 설정. 하늘색 입자는 움직이는 입자, 회색 입자는 고정되어 있고 움직이는 입자와 충돌하지 않는 입자, 녹색 입자는 고정되어 있고 움직이는 입자와 충돌하는 입자이다.

평균 자유 거리(mean free path) 또는 평균 자유 행로 또는 평균 자유 이동경로는 물리학에서 어떤 입자(원자, 분자, 광자 등)가 연속적으로 충돌하면서 이동하는 평균 거리이다.
평균자유행로는 그 계의 특성이나 입자에 따라 달라진다. 그래서 일반적인 경우 랜덤한 속도를 가진 입자가 고정되어 있는 산란원에 충돌하기까지의 거리로, 다음 식과 같이 표현된다.
{\displaystyle \ell =(n\sigma )^{-1}}
여기서 {\displaystyle \ell }은 평균자유행로(단위 m), {\displaystyle n}은 산란원의 밀도(단위 m−3), {\displaystyle \sigma }는 산란될 때의 유효 단면적(m2)이다.
산란원을 포함한 모든 입자의 속도가 맥스웰 분포를 따른다고 가정될 경우, 평균자유행로는 다음과 같이 표현된다.
{\displaystyle \ell =({\sqrt {2}}\,n\sigma )^{-1}}
일반적으로 위 식은 아래의 과정을 통해서 유도된다.
우선 입자는 직경이 {\displaystyle d}인 완전한 구형이라는 가정이 필요하다. 완전한 구형이 아닌 입자, 그 중에서도 특히 복잡한 분자의 경우 충돌하는 방향의 다양성으로 인해 평균자유행로를 구할 때 많은 변수가 생긴다.
나머지 입자들은 균일하게 분포된 상태로 고정되어 있고, 한 입자만 {\displaystyle v}의 속력으로 움직이는 계 (물리학)를 생각했을 때, 이 공간에 밑면의 직경이 {\displaystyle 2d}이고 높이는 입자가 {\displaystyle t}초 동안 이동한 거리, 즉 {\displaystyle vt}와 같은 원기둥을 설정할 수 있다.
움직이는 입자가 원기둥 내의 고정된 입자, 즉 오른쪽 그림에서의 녹색 입자와 충돌하므로, 그 수를 알아야 하고, 이를 {\displaystyle N}이라 했을 때 {\displaystyle N}은 다음 식을 통해 구할 수 있다.
{\displaystyle N=V_{c}n}
여기서 {\displaystyle V_{c}}는 원기둥의 부피이고, {\displaystyle n}는 단위 부피당 입자 수이다. {\displaystyle V_{c}}는 주어진 조건을 통해 구할 수 있으므로 원기둥 내의 입자 수를 다시 표현하면
{\displaystyle N=\pi d^{2}vtn} 이 된다.
입자가 {\displaystyle t}초 동안 이동할 수 있는 총 이동 거리 위에 {\displaystyle N}개의 고정된 입자가 있으므로 {\displaystyle N}은 {\displaystyle t}초 동안 움직이는 입자가 고정된 입자와 충돌한 횟수와 같게 된다. 따라서 움직이는 입자가 다른 입자와 부딪힐 때까지 이동한 거리, 즉 평균자유행로 {\displaystyle \ell }는 다음과 같이 표현된다.
{\displaystyle \ell ={vt \over N}={vt \over {\pi d^{2}vtn}}=(\pi d^{2}n)^{-1}}
{\displaystyle \pi d^{2}}가 산란 시 유효 단면적이므로, {\displaystyle \pi d^{2}=\sigma } 라 하면
{\displaystyle \ell =(n\sigma )^{-1}} 로 글의 처음에 언급했던 식과 동일한 식이 된다.
실제 계 내에서는 모든 입자가 운동하므로, 실제 계는 맥스웰-볼츠만 분포를 따르게 된다. 이 때 두 입자 간의 상대속도의 평균은 {\displaystyle {\sqrt {2}}v}가 된다. 따라서 이 경우 입자의 평균자유행로 {\displaystyle \ell }는 다음과 같이 유도되어 이 역시 글의 처음에 언급했던 식과 동일한 식이 된다.
{\displaystyle \ell ={vt \over {\pi d^{2}({\sqrt {2}}v)tn}}=({\sqrt {2}}\pi d^{2}n)^{-1}=({\sqrt {2}}n\sigma )^{-1}}
요한 요제프 로슈미트의 경우 점성의 측정을 통해 평균자유행로를 구하기도 했다.

## 같이 보기
- 크누센 수